# Il grande carro
Il grande carro (Le Grand Chariot) è un film del 2023 diretto da Philippe Garrel.

## Trama
Una famiglia di burattinai prova a tenere viva la tradizione artistica di famiglia dopo la morte improvvisa del padre durante una rappresentazione.

## Distribuzione
Il film ha avuto la sua prima il 21 febbraio 2023 in occasione della 73ª edizione del Festival internazionale del cinema di Berlino, in cui era in concorso per l'Orso d'oro. La distribuzione della pellicola nelle sale francesi è avvenuta l'8 marzo dello stesso anno.

## Riconoscimenti
- 2023 - Festival internazionale del cinema di Berlino
  - Orso d'argento per il miglior regista a Philippe Garrel
  - In concorso per l'Orso d'oro